# Lijst van nummer 1-albums in de Album Top 100 in 1992
Onderstaande albums stonden in 1992 op nummer 1 in de Album Top 100, de voorloper van de huidige Media Markt Album Top 40. De lijst werd samengesteld door de Stichting Nederlandse Top 40. Vanaf 3 oktober werden compilatiealbums uit de Album Top 100 gehaald en in een aparte Verzamelalbum Top 25 geplaatst.
| Nummer | Datum        | Artiest               | Titel                                      | Opmerking     |
| ------ | ------------ | --------------------- | ------------------------------------------ | ------------- |
| 224    | 4 januari    | Queen                 | Greatest hits II                           |               |
|        | 11 januari   | Queen                 | Greatest hits II                           |               |
|        | 18 januari   | Queen                 | Greatest hits II                           |               |
|        | 25 januari   | Queen                 | Greatest hits II                           |               |
|        | 1 februari   | Queen                 | Greatest hits II                           |               |
|        | 8 februari   | Queen                 | Greatest hits II                           |               |
|        | 15 februari  | Queen                 | Greatest hits II                           |               |
|        | 22 februari  | Queen                 | Greatest hits II                           |               |
|        | 29 februari  | Queen                 | Greatest hits II                           |               |
| 225    | 7 maart      | Diverse artiesten     | Turn up the bass - Houseparty 2            | Verzamelalbum |
| 226    | 14 maart     | Genesis               | We can't dance                             |               |
|        | 21 maart     | Genesis               | We can't dance                             |               |
|        | 28 maart     | Genesis               | We can't dance                             |               |
|        | 4 april      | Genesis               | We can't dance                             |               |
| 227    | 11 april     | Red Hot Chili Peppers | Blood sugar sex magik                      |               |
|        | 18 april     | Red Hot Chili Peppers | Blood sugar sex magik                      |               |
| 228    | 25 april     | Bruce Springsteen     | Human touch                                |               |
|        | 2 mei        | Bruce Springsteen     | Human touch                                |               |
| 229    | 9 mei        | Diverse artiesten     | Het beste uit de Top 100 aller tijden 1992 | Verzamelalbum |
|        | 16 mei       | Diverse artiesten     | Het beste uit de Top 100 aller tijden 1992 | Verzamelalbum |
|        | 23 mei       | Diverse artiesten     | Het beste uit de Top 100 aller tijden 1992 | Verzamelalbum |
| 224    | 30 mei       | Queen                 | Greatest hits II                           |               |
|        | 6 juni       | Queen                 | Greatest hits II                           |               |
| 230    | 13 juni      | Diverse artiesten     | The greatest hits 1992 (2)                 | Verzamelalbum |
|        | 20 juni      | Diverse artiesten     | The greatest hits 1992 (2)                 | Verzamelalbum |
| 231    | 27 juni      | Lionel Richie         | Back to front                              |               |
|        | 4 juli       | Lionel Richie         | Back to front                              |               |
|        | 11 juli      | Lionel Richie         | Back to front                              |               |
|        | 18 juli      | Lionel Richie         | Back to front                              |               |
| 232    | 25 juli      | Mariah Carey          | MTV unplugged ep                           |               |
|        | 1 augustus   | Mariah Carey          | MTV unplugged ep                           |               |
|        | 8 augustus   | Mariah Carey          | MTV unplugged ep                           |               |
|        | 15 augustus  | Mariah Carey          | MTV unplugged ep                           |               |
|        | 22 augustus  | Mariah Carey          | MTV unplugged ep                           |               |
|        | 29 augustus  | Mariah Carey          | MTV unplugged ep                           |               |
| 233    | 5 september  | Diverse artiesten     | The greatest hits 1992 (3)                 | Verzamelalbum |
| 231    | 12 september | Lionel Richie         | Back to front                              |               |
|        | 19 september | Lionel Richie         | Back to front                              |               |
|        | 26 september | Lionel Richie         | Back to front                              |               |
|        | 3 oktober    | Lionel Richie         | Back to front                              |               |
|        | 10 oktober   | Lionel Richie         | Back to front                              |               |
|        | 17 oktober   | Lionel Richie         | Back to front                              |               |
|        | 24 oktober   | Lionel Richie         | Back to front                              |               |
|        | 31 oktober   | Lionel Richie         | Back to front                              |               |
| 234    | 7 november   | Vaya Con Dios         | Time flies                                 |               |
|        | 14 november  | Vaya Con Dios         | Time flies                                 |               |
|        | 21 november  | Vaya Con Dios         | Time flies                                 |               |
|        | 28 november  | Vaya Con Dios         | Time flies                                 |               |
| 235    | 5 december   | Eric Clapton          | Unplugged                                  |               |
|        | 12 december  | Eric Clapton          | Unplugged                                  |               |
|        | 19 december  | Eric Clapton          | Unplugged                                  |               |
| 236    | 26 december  | Soundtrack            | The bodyguard                              |               |

Lijsten van nummer 1-albums in de Nederlandse Album Top 100

1969 ·
1970 ·
1971 ·
1972 ·
1973 ·
1974 ·
1975 ·
1976 ·
1977 ·
1978 ·
1979 ·
1980 ·
1981 ·
1982 ·
1983 ·
1984 ·
1985 ·
1986 ·
1987 ·
1988 ·
1989 ·
1990 ·
1991 ·
1992 ·
1993 ·
1994 ·
1995 ·
1996 ·
1997 ·
1998 ·
1999 ·
2000 ·
2001 ·
2002 ·
2003 ·
2004 ·
2005 ·
2006 ·
2007 ·
2008 ·
2009 ·
2010 ·
2011 ·
2012 ·
2013 ·
2014 ·
2015 ·
2016 ·
2017 ·
2018 ·
2019 ·
2020 ·
2021 ·
2022 ·
2023 ·
2024 ·
2025

Lijsten van nummer 1-albums van de Stichting Nederlandse Top 40

1969 ·
1970 ·
1971 ·
1972 ·
1973 ·
1974 ·
1975 ·
1976 ·
1977 ·
1978 ·
1979 ·
1980 ·
1981 ·
1982 ·
1983 ·
1984 ·
1985 ·
1986 ·
1987 ·
1988 ·
1989 ·
1990 ·
1991 ·
1992 ·
1993 ·
1994 ·
1995 ·
1996 ·
1997 ·
1998 ·
1999 ·
2011 ·
2012 ·
2013 ·
2014 ·
2015
- Nederland
- Nederland (Album Top 100)